# Eric Fisher
Eric William Fisher (nacido el 5 de enero de 1991) es un jugador profesional de fútbol americano estadounidense que juega en la posición de offensive tackle y actualmente es jugador de los Miami Dolphins de la NFL.

## Biografía
Fisher asistió a Stoney Creek High School, donde fue nombrado All-State. Fue nombrado un 2 estrellas por Rivals.com.
Tras su paso por el instituto, Fisher se graduó en Central Michigan, donde jugó para los Chippewas de 2009 a 2012.

## Carrera

### Kansas City Chiefs
Fisher fue seleccionado por los Kansas City Chiefs en la primera ronda (puesto 1) del draft de 2013. El 26 de julio de 2013, firmó un contrato garantizado de $22.1 millones, con $14.5 millones de bonus por firmar.
En su temporada como novato, ocupó el puesto de tackle derecho en 14 juegos, 13 de ellos como titular, permitiendo siete capturas y 35 presiones totales.
En marzo de 2014, el entrenador Andy Reid anunció que Fisher se movería a la posición de tackle izquierdo para la siguiente temporada, luego de la salida de Branden Albert del equipo.
El 30 de julio de 2016, Fisher renovó cuatro años más su contrato a razón de $48 millones, con $40 millones garantizados.
En la temporada 2018, Fisher fue titular en los 16 juegos de temporada regular y fue invitado al Pro Bowl por primera vez en su carrera, luego de una exitosa temporada de los Chiefs.
Em 2019, Fisher se limitó a participar en ocho juegos debido a las lesiones. Sin embargo, los Chiefs ganaron esa temporada el Super Bowl LIV, el primero de la franquicia después de 50 años.
En 2020, fue convocado a su segundo Pro Bowl junto a seis de sus compañeros luego de la exitosa temporada de los Chiefs.

### Indianapolis Colts
El 12 de mayo de 2021, Fisher firmó un contrato por un año y $8.38 millones con los Indianapolis Colts. Jugó como titular en 15 encuentros, ayudando al equipo a registrar la segunda mayor cantidad de yardas terrestres con 2 540 y al corredor Jonathan Taylor a liderar la NFL con 1 810 yardas por tierra.